# 香港08
香港08是香港一支足球隊，為培訓一班年青球員參加2008年奧運足球外圍賽而成立，球隊名稱亦因而得名。08球員班底主要跟2004-05年度下半季甲組聯賽的香雪製藥相近，但個別主將已獲其他甲組會青睞，香港足總只為球隊補充了數名港青球員。2006年獲得參加香港甲組足球聯賽，但礙於實力有限以及經驗不足，於2005-06年度的甲組聯賽無法取得一場勝利而原本要連同本土班霸南華一同降班，但獲足總挽留，其後的一季仍能於甲組角逐。
香港08解散後，升班馬華家堡吸納了大批香港08足球員，因此有人認為華家堡是香港08的延續。

## 近況
在第14週的2006年至2007年香港甲組足球聯賽，香港08以2:1擊敗港會，取得自升上甲組以來的第一場勝仗。

## 香港○八奧運之路

### 成立與落足
足總成立香港○八足球隊參戰丙組地區聯賽，目的是要有一支長期接受集訓及比賽的代表隊迎接北京奧運，以解決過去只在國際賽前才倉促組軍備戰的作風。球隊從甲組青年軍、乙丙組、青年聯賽及學界賽中選拔適齡的精英球員，並得到球圈上下鼎力支持，終於在2002年11月正式宣怖組軍完成。 2002年12月1日，「香港○八」在聯賽揭幕戰以4:0大勝港九學界精英隊，自始開展了為期四年多的北京奧運備戰之旅。
經過四個月來的激戰，「香港○八」最終以10勝1和1負佳績勇奪丙組地區聯賽冠軍，唯一敗仗是作客以0:1不敵現已升上甲組的大埔隊，而初級組銀牌賽則在次圈以0:1僅負當年的乙組冠軍傑志出局。進入丙組升班資格賽，必須取勝才能升班的「香港○八」以0:1不敵老牌球會東昇，幸而總季軍的成績亦能讓球隊升上了乙組。

### 主力的加入與戰功
2003年暑假，「香港○八」加入了甲組的奧運適齡球員，包括林嘉緯、沈國強、梁子駿及陳肇麒等組成了真正的○八奧運隊出外集訓。其中在馬來西亞進行的三場友賽中竟取得2勝1和佳績，表現令人眼前一亮。
2003年10月，奧運隊遠赴中國河源出戰首個國際大型賽事──亞青盃外圍賽，同組對手有關島和北京奧運的「東道主」中國隊。在部份主力受傷缺陣下，港隊無奈以0:2飲恨中國，小組名列次名不幸出局，但賽後仍獲得國內傳媒一致好評。同年12月，奧運隊在深圳進行的深港穗盃以兩戰全勝佳績奪得冠軍，總算贏得了成軍以來的首項海外錦標。
2004年2月，奧運隊在香港舉行的國際青年邀請賽中過關斬將，力壓廣州、中華台北及馬來西亞三支外隊勇奪冠軍，而愉園出產的年青小將沈國強更憑出色表現獲選為賽事最有價值球員。同年6月在新加坡進行的獅城盃，由較年輕奧運適齡球員組成的香港青年隊亦取得亞軍，兩名小將郭建邦及陳文輝以三個入球成為賽事神射手。
2004年5月，奧運隊代表香港出戰○三港澳埠際賽補賽，最終憑梁子駿連中三元以6:0大勝澳門青年隊。兩星期後，奧運隊作客出戰○四港澳埠際賽，面對有陳達燊、若瑟、林家駒及巴路士等全正選上陣的澳門代表隊竟仍毫無懼色，最終以2:1把這支國際賽經驗豐富的老對手擊落。兩年努力，漸見成效。

### 學徒計劃與各自的磨練
隨著國際賽經驗日漸增多，「香港○八」在乙組聯賽理應能脫俗群雄。可惜在學業與奧運夢的糾纏間，球員們往往未能發揮應有的表現。直至最後一仗，「香港○八」必須在全季未嘗一敗的公民身上取勝才能取得聯賽亞軍，亦即是甲組的升班資格。球隊在孤注一擲下終能將士用命，並憑鄭禮騫的入球以1:0力挫公民，足以證明他們巳具有挑戰甲組的能力。足總隨後宣怖成立職業學徒計劃，主要是讓「香港○八」球員分怖到各支甲組球隊，並以每月四千元的薪金讓他們在甲組尋覓血路。過程中有球員選擇離去，但大部份還是願意在球市不景氣下獻身嘗試，目標就只有一個：北京奧運！
在云云奧運適齡球員中，最具代表性的要算是幾位早巳在甲組「打滾」的年青小將。其中效力愉園的沈國強便早在2003年亞洲盃外圍賽首度入選香港隊，是港隊陣中首位○八奧運球員。隨後林嘉緯、陳肇麒及梁子駿等亦相繼入選港隊出戰省港盃及世界盃外圍賽，名氣一時無兩。
2004-2005球季，職業學徒計劃正式在甲組實行，接近三十名奧運適齡球員以四千元薪金的學徒形式加盟各支甲組球隊。假如再連同原巳在甲組「打滾」的小將和準備入籍成為本地球員的國援，適齡的甲組○八奧運球員合共巳超過五十人，實在不愁未來沒有新血。
能夠走到甲組賽場固然興奮，但要殺出血路還得與運氣交談。像效力了南華或晨曦等以往不太重視青年訓練的球隊的學徒球員，根本不可能有任何上場機會，可謂有志難伸。但與此同時，公民的門將謝德謙便把握比別人多的上陣機會而默默堅持，終於成為了首位入選香港隊的學徒球員。幸運的是，當屆借用香雪制葯名義參戰本地聯賽的國內球隊湖南湘軍，季中竟因內部問題而退出比賽，令這群苦無上陣機會的學徒得以大展拳腳。在主教練黎新祥的領導下，由奧運適齡球員重組的香雪制葯在餘下十場賽事中共取得2勝1和7負成績，總算在甲組踏出了重要的一步。足總有見成效不俗，於隨後兩個球季再次重組「香港○八」參與甲組聯賽，讓不受其它甲組球隊重視的奧運適齡球員能繼續透過較高水平賽事，重新尋回自己的價值。

### 奧運前的鍛鍊
2005年3月，實力日漸強大的奧運隊赴中國成都出戰第十屆全國運動會足球預賽。首仗雖以8:0大勝澳門，可惜在面對海南一役卻以十二碼見負，其後亦同以 0:1不敵兩支勁旅四川和山東，最終於五隊中名列第四名出局。過程中有黑哨傳聞，亦有教練曾偉忠因「騸動球迷為港隊打氣」而被逐的特色情景。從球迷世界節目所拍下的影片中，只見淚灑當場的香港隊球員在內地球迷的熱烈掌聲中步出賽場。比賽是落敗了，但他們贏得了所有人的尊重。
全運會過後，奧運隊巳鮮有團聚的機會，球員們都在各自的戰場上努力奮鬥，內心的奧運夢卻未有一刻熄滅過。兩年間曾代表香港隊出戰東亞運動會、多哈亞運會及亞洲盃外圍賽的奧運適齡球員巳不計其數，包括李恒滙、鄭禮騫、葉志豪及梁振邦等，不過亦有球員在現實與夢想間選擇黯然淡出。經歷過四年來的悲喜交集，香港○八奧運隊真正要走到奧運舞台了，縱然實力上未必是歷屆最好的一群，但在比以前有更多磨練機會下，他們自然亦被外界寄予厚望。
2007年省港盃，是奧運隊出戰北京奧運外圍賽前的最後檢閱。球隊陣中巳有過半數是現役或曾入選「大港腳」，再加上四名入籍國援投效，實力強頑，最終以總比數4:3把中甲聯賽季軍廣州醫藥恨恨擊落。四年來的努力總算沒有白費，香港○八奧運隊正朝北京奧運會進發！

### 2008年奧運外圍賽
光陰似箭，「香港○八」的名字不知不覺已在本地體壇裹出現了四年多，轉眼間來到最關鍵的時刻了。在出戰奧運外圍賽的香港隊陣中，有早已成名的「大港腳」，有剛入籍的國援球員，亦有當年從丙組「香港○八」一直努力到今天的小將。無論最終結局如何，這四年多來的體驗都將是他們人生中最值得回味的時刻。
士氣如虹的香港奧運隊挾省港盃的氣勢，於奧運外圍賽首圈賽事迎戰孟加拉，作客便憑陳肇麒梅開二度及沈國強美妙的「倒掛」建功以3:0大勝而回。不過在香港大球場上演的主場賽事中，港隊卻竟以0:1飲恨。有傳聞說是要在日本奧運足球隊助教井原正巳面前固意不暴露真正實力，亦有說是當晚碰上情人節，球員們都態度散漫等。無論如何，總比數3:1的成績足以令他們闖進次圈分組賽，將與日本、馬來西亞及敘利亞爭奪兩個出線席位。
- 2月28日，香港隊作客東京國立競技場迎戰同組實力最強的日本隊，甫開賽便遭受圍攻。面對前荷甲球員平山相太、「混血射手」羅拔古倫及韓裔中鋒李忠成「三箭頭」的瘋狂搶攻，港隊只能以鬥志與對手力拼，反擊機會亦少之有少，最終以0:3慘敗而回。更悲痛的是，中場主力梁振邦在比賽末段被紅牌驅逐離場，將影響未來賽事的爭分機會。

- 3月14日，港隊於香港大球場面對西亞球隊敘利亞只能哀兵上陣，繼有主力梁振邦及唐健文停賽，林俊生及隊長李恒滙兩名中路大將亦因傷病缺陣。可幸臨危受命的陳銘剛、梁金輝及郭建邦表現未有怯場，再加上沈國強和林嘉緯於前線發揮出色，一度與對方打成勻勢。無奈勝利的天秤始終沒有降臨在港隊身上，最終以0:2 落敗。由於每組只有兩個出線名額，經此一役後，四年多來的奧運夢亦可謂命懸一線。

- 3月28日，香港與馬來西亞兩支面臨出局的隊伍於旺角場進行生死大戰。上半場港隊便展示無比的決心，但始終未能掩蓋進攻力薄弱的老問題，其後更被客軍的M 沙連奴連過數關偷襲得手。面對實力平平的馬來西亞竟被反客為主，港隊在下半場只有越急越亂，進攻毫無章法，而射手陳肇麒及南華新星郭建邦更先後因粗野動作而被逐離場，0:1的賽果實屬疚由自取。

- 4月18日，已淪為「三零部隊」的香港隊以殘兵作客吉隆坡出戰馬來西亞。不過球隊在五名主力因停賽或傷病缺陣下卻將士用命，竟憑葉志豪開賽一分鐘接應陳銘剛的妙傳施射得手，最終以1:0「爆冷」取勝。同組另一仗，由於敘利亞主場以0:2不敵日本而慘遭「兩連敗」，固同得三分的香港與馬來西亞在數字上仍有出線機會。

- 5月16日，香港大球場出現港隊三仗主場賽事以來的最熱鬧氣氛，入場人數竟高達四千二百多人，不過卻以日本球迷居多。「作客」的香港隊同樣只能依靠鬥志與「主隊」週旋，無論在技術層面、身體質素、攻守意識以致球迷的歸屬感都清楚地顯出了港、日足球的強烈分野。若非門將李健以不死的精神屢救險球，和梁振邦的遠射挽回球隊的一點尊嚴，「主場」的日本根本不可能只以四球取勝。

#### 最後一戰各奔東西
- 6月6日，篤定出局的香港隊作客敘利亞進行例行公事。可能球員已沒有心理壓力，固全場發揮比預期出色，更曾在葉志豪於下半場初段追和1:1後有「偷雞」機會。無奈搶攻不果更造成體力不繼，結果在完場前連輸三球，最終以1:4慘敗而回。由於上仗馬來西亞在主場迫和敘利亞搶得寶貴一分，令6戰1勝5負的香港隊只能以三分敬陪末席，香港○八奧運隊亦以不光采的結局正式成為歷史。

## 球員

### 球員名單 (2006/07)
| 號碼   | 國籍     | 球員名字                       | 出生日期       | 加盟年份 | 前屬球會     |
| 守門員 | 守門員   | 守門員                         | 守門員         | 守門員   | 守門員       |
| ------ | -------- | ------------------------------ | -------------- | -------- | ------------ |
| 1      | 中國香港 | 簡柏萃 (Kan, Park Shui Eugene) | 1984年6月5日   | 2006年   |              |
| 21     | 中國香港 | 梁興傑 (Leung, Hing Kit)       | 1989年10月22日 | 2006年   | 香港09       |
| 22     | 中國香港 | 吳逸凱 (Ng, Yat Hoi)           | 1986年11月6日  | 2005年   | 愉園         |
| 後衛   |          |                                |                |          |              |
| 2      | 中國香港 | 羅詠麟 (Law, Wing Lun)         | 1986年3月28日  | 2005年   | 香雪製藥     |
| 4      | 中國香港 | 盧俊傑 (Lo, Chun Kit)          | 1985年11月13日 | 2006年   | 公民         |
| 6      | 中國香港 | 李思豪 (Lee, Sze Ho)           | 1986年7月15日  | 2006年   | 葵青區足球會 |
| 8      | 中國香港 | 周俊榮 (Chau, Chun Wing)       | 1988年9月17日  | 2005年   | 香港09       |
| 14     | 中國香港 | 蘇偉泉 (So, Wai Chuen)         | 1988年3月26日  | 2005年   | 香雪製藥     |
| 16     | 中國香港 | 曾錦濤 (Tsang, Kam To)         | 1989年6月21日  | 2006年   | 香港09       |
| 18     | 中國香港 | 游錦良 (Yau, Kam Leung)        | 1985年4月26日  | 2006年   | 公民         |
| 23     | 中國香港 | 賴文飛 (Lai, Man Fei)          | 1988年12月10日 | 2006年   | 南華         |
| 中場   |          |                                |                |          |              |
| 3      | 中國香港 | 馮啟匡 (Fung, Kai Hong)        | 1986年1月25日  | 2005年   | 福建         |
| 7      | 中國香港 | 劉念溢 (Lau, Nim Yat)          | 1989年12月4日  | 2006年   | 香港09       |
| 11     | 中國香港 | 陳健安 (Chan, Kin On)          | 1986年7月15日  | 2006年   | 觀塘         |
| 12     | 中國香港 | 黃信謙 (Wong, Shun Him)        | 1985年6月12日  | 2005年   | 香雪製藥     |
| 13     | 中國香港 | 陳銘剛 (Chan, Ming Kong)       | 1985年7月1日   | 2005年   | 香雪製藥     |
| 15     | 中國香港 | 阮健文 (Yuen, Kin Man)         | 1989年1月19日  | 2006年   | 香港09       |
| 17     | 中國香港 | 陳文輝 (Chan, Man Fai)         | 1988年6月19日  | 2005年   | 香雪製藥     |
| 19     | 中國香港 | 歐陽耀冲 (Au Yeung, Yiu Chung) | 1989年7月11日  | 2006年   | 香港09       |
| 前鋒   |          |                                |                |          |              |
| 5      | 中國香港 | 鄒嘉華 (Chow, Ka Wa)           | 1986年4月23日  | 2006年   | 觀塘         |
| 9      | 中國香港 | 余浩邦 (Yu, Ho Pong)           | 1989年8月19日  | 2006年   | 香港09       |
| 10     | 中國香港 | 何勉唐 (Ho, Min Tong)          | 1985年9月11日  | 2005年   | 葵青區足球會 |
| 20     | 中國香港 | 李家榮 (Li, Ka Wing)           | 1985年4月8日   | 2005年   | 香雪製藥     |

## 著名球員
2004年解散前
- 謝德謙
- 陳肇麒
- 林嘉緯

2005年重組後
- 陳文輝
- 歐陽耀冲
- 陳健安

## 外部連結
- 香港足球總會網頁球會資料 （页面存档备份，存于）